# Forte São Marcelo

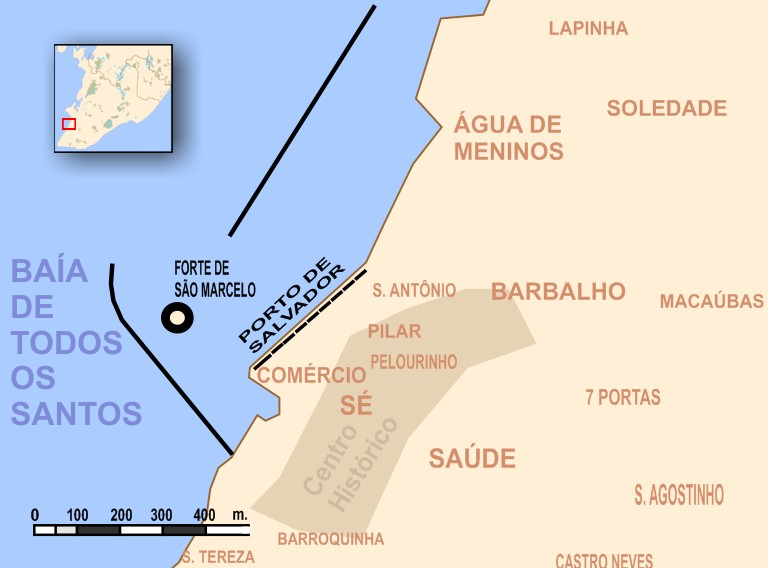
Forte de São Marcelo, Salvador: mapa de localização

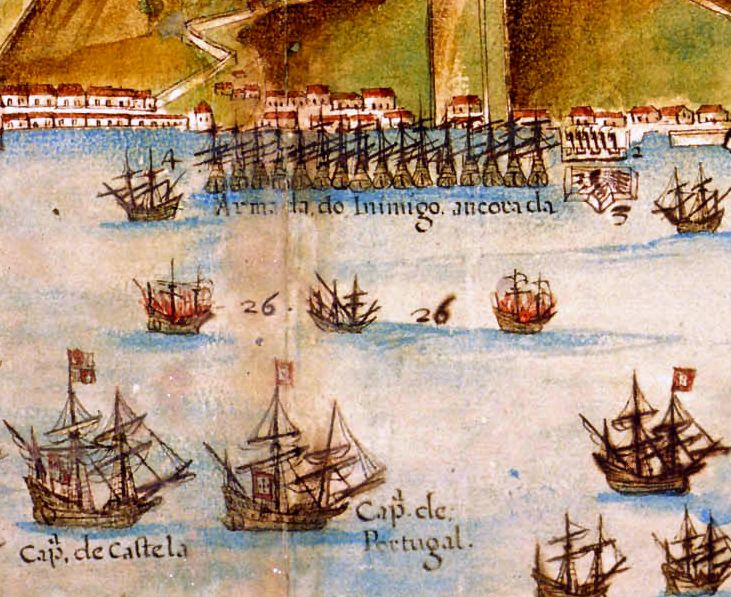
Restituição da Bahia (Albernaz, 1631): detalhe onde se observa a primitiva traça do forte (3)

O Forte de São Marcelo, também conhecido como Forte do Mar e que já foi também designado Forte de Nossa Senhora do Pópulo, localiza-se em Salvador, capital do estado brasileiro da Bahia.
Erguido sobre um pequeno banco de arrecifes a cerca de 300 metros da costa, fronteiro ao centro histórico da cidade, destaca-se por se encontrar dentro das águas, como o Forte Tamandaré da Laje, no Rio de Janeiro, e ser o único de planta circular no país, inspirado no Castelo de Santo Ângelo (Itália) e na Torre do Bugio (Portugal).

## História

### Antecedentes
A primitiva concepção desta fortificação remonta a 1608 com risco do engenheiro-mor e dirigente das obras de fortificação do Brasil, Francisco de Frias da Mesquita. Alguns autores, porém, atribuem o seu risco inicial ao engenheiro-mor de Portugal, o cremonense Leonardo Torriani, em 1605. Encontra-se figurada por João Teixeira Albernaz, o velho em "um retângulo de pergaminho em que se vê o projeto de edifício e do forte sobre a lajem do porto, que se há de fazer. Quem soerguer este retângulo de pergaminho vê a dita lajem desenhada na folha maior", a ser artilhado com seis peças, no formato de polígono quadrangular regular. Num outro exemplar da mesma obra, o referido projeto já está definitivamente incorporado ao desenho da planta, o que indica que o início da sua construção é posterior a 1612.
Terminado em 1623, no Governo-Geral de D. Diogo de Mendonça Furtado (1621-1624), esteve inicialmente artilhado com dezenove peças de diversos calibres. Durante a invasão holandesa de 1624, foi a primeira praça ocupada pelos conquistadores, que dele dispararam as balas incendiárias que aterrorizaram os moradores da cidade, facilitando a invasão. Anos mais tarde, entre abril e maio de 1638, durante a tentativa de invasão do Conde Johan Maurits van Nassau-Siegen (1604-1679), também teve papel decisivo, logrando manter a esquadra holandesa a distância.

### Século XVII
Dentro do contexto da Guerra da Restauração da independência de Portugal, e da campanha pela expulsão dos neerlandeses da Região Nordeste do Brasil (Insurreição Pernambucana), a reconstrução deste forte foi determinada pela Carta-régia de 4 de outubro de 1650, durante o Governo-Geral de João Rodrigues de Vasconcelos e Sousa (1649-1654), atendendo o (...) quanto convinha fazer-se um forte no baixo surgidouro dessa Bahia, reforçando a defesa proporcionada pela Bateria da Ribeira, o Forte de São Paulo da Gamboa e o Forte de São Pedro, com os quais cruzava fogos.
Com risco e técnicas vindas do reino, possivelmente inspirado no Forte de São Lourenço do Bugio (onde se desenvolvia nova etapa construtiva entre 1643-1657), a nova obra, a cargo do engenheiro francês Filipe Guiton, iniciou-se ainda em 1650, pela construção de um enrocamento em torno do recife, com pedras de arenito extraídas da pedreira da Preguiça (no Sodré) e de Itapagipe, transportadas em barcaças. Concluído em 1652, o interior do enrocamento passou a ser preenchido com pedra calcária oriunda do lastro dos navios do Reino, aqui carregados com açúcar e madeira de lei. Guiton trabalhou nestas obras até falecer, em 1656. Nesta altura, iniciava-se a muralha do torreão em pedra de granito, oriundo do Recôncavo baiano. No ano seguinte (1657), o seu conterrâneo Pedro Garcin, que até então trabalhava nas fortificações da capitania de Pernambuco, assumiu as obras deste forte. Uma notícia, datada de 1661, quando o forte passou à invocação de São Marcelo, dá conta de que a muralha do torreão central ainda se encontrava incompleta, faltando um lance para atingir a altura projetada, concluída no ano seguinte, quando se erguia a 15 metros acima do nível do mar. Em 1664 encontravam-se em progresso a cisterna ao centro do torreão e os compartimentos dos doze quartéis, com as entradas voltadas para o exterior, onde as barcaças seguiam despejando as pedras que formavam o terrapleno circular envolvente. No ano de 1670 um relatório, dirigido ao governador-geral Afonso Furtado de Castro do Rio de Mendonça (1671-1675), dava conta do progresso dos trabalhos no Forte de Nossa Senhora do Pópulo. Nesta ocasião, o engenheiro militar Antônio Correia Pinto inspecionou as obras e passou a dirigir os trabalhos de construção, sendo o perímetro do terrapleno envolvente aumentado para cerca de 220 metros de circunferência.

### Século XVIII

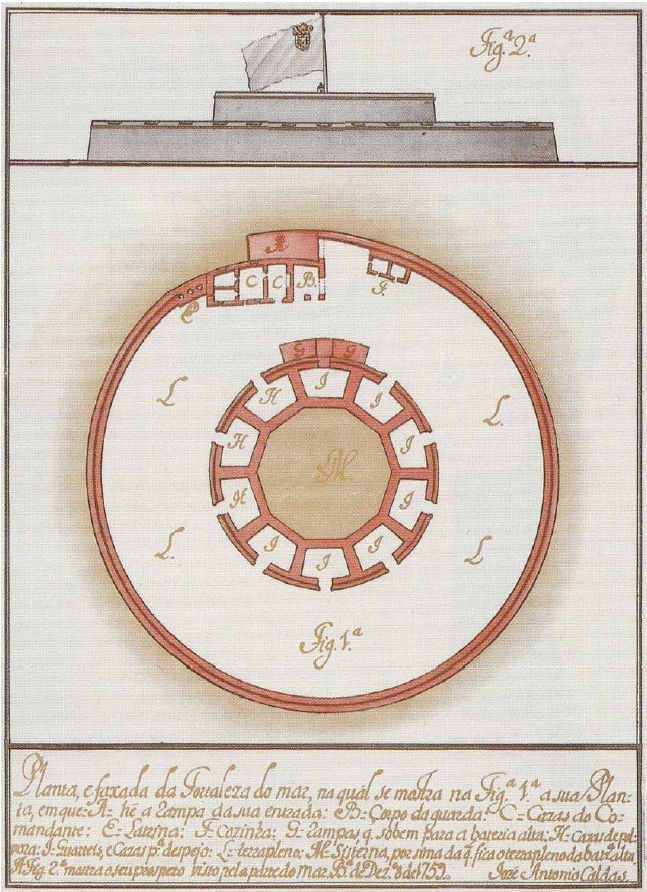
Perfil e planta do Forte do Mar num desenho de José António Caldas (c.1758).

Um pouco antes da invasão francesa de Jean-François Duclerc ao Rio de Janeiro (Agosto-Setembro de 1710), expondo as fragilidades da defesa colonial, um relatório de 17 de Junho desse ano, de autoria do mestre-de-campo de Infantaria, Miguel Pereira da Costa, criticava o projeto executado no forte do Pópulo, propondo soluções. No escopo do projeto de defesa de Salvador da autoria do Brigadeiro João Massé (1713), eram propostas novas modificações para aumento do poder de fogo deste forte. Atendendo a essas sugestões, em 1717, o vice-rei D. Pedro Antônio de Noronha Albuquerque e Sousa (1714-1718), iniciou-lhe trabalhos de ampliação do terrapleno envolvente aumentado em cerca de meio metro de altura e para cerca 241 metros de circunferência, estando concluídos com as novas canhoneiras do torreão ("bateria alta") e da plataforma do terrapleno ("bateria baixa"), em 1728, no governo do vice-Rei e Capitão-General-de-Mar-e-Terra do Estado do Brasil, D. Vasco Fernandes César de Meneses (1720-1735), conforme placa epigráfica sobre o portão de entrada.
O forte encontra-se representado em iconografia do Capitão José António Caldas na "Notícia Geral de toda esta Capitania da Bahia desde o descobrimento até o prez.te ano de 1759", quando se encontrava artilhado com cinquenta e quatro peças de ferro e bronze de diversos calibres.
Trabalhos de reforma são concluídos nas dependências do forte em 16 de agosto de 1772. Encontra-se representado numa iconografia de Carlos Julião, sob o nome de "4. Forte do Mar", ilustrada com os desenhos de trajes típicos femininos, novamente com o perfil da cidade do Salvador, pelo capitão José Francisco de Sousa (1782), e também, em iconografia de Luiz dos Santos Vilhena (1798).

### A Independência do Brasil
No contexto das Guerras Napoleônicas, o forte encontrava-se artilhado com quarenta e cinco peças de ferro e bronze de diversos calibres (1803). No contexto da vinda da Família Real portuguesa para o Brasil, as defesas costeiras da colônia foram inspecionadas e reforçadas. Naquele momento, quando da passagem do príncipe-regente por Salvador (1808), o forte contava com quarenta e seis peças de ferro e bronze de diversos calibres .
Em 1810, um relatório de inspeção preparado por uma comissão chefiada pelo brigadeiro Galeão e integrada pelo Coronel Manoel Rodrigues Teixeira, o tenente-coronel José Francisco de Sousa, o Capitão Joaquim Vieira da Silva e o Engenheiro João Teixeira Leal (autor das ilustrações), apontava a necessidade de erguer um anel perimetral no terrapleno envolvente, com altura igual à do torreão central. Na ocasião, a bateria alta encontrava-se artilhada com dezesseis peças de ferro e quatro de bronze de diversos calibres, enquanto que na bateria baixa computavam-se vinte e nove peças de ferro montadas em seus reparos e uma de bronze, um antigo pedreiro e dois morteiros. Atendendo às recomendações desse relatório, desenvolveram-se obras de remodelação no forte, entre 1810 e 1812, a cargo de D. Marcos de Noronha e Brito, obras que conferiram a atual configuração ao forte. Naquele último ano, a sua artilharia estava reduzida a quarenta e seis peças de ferro e bronze de diversos calibres.

### Da Independência à República

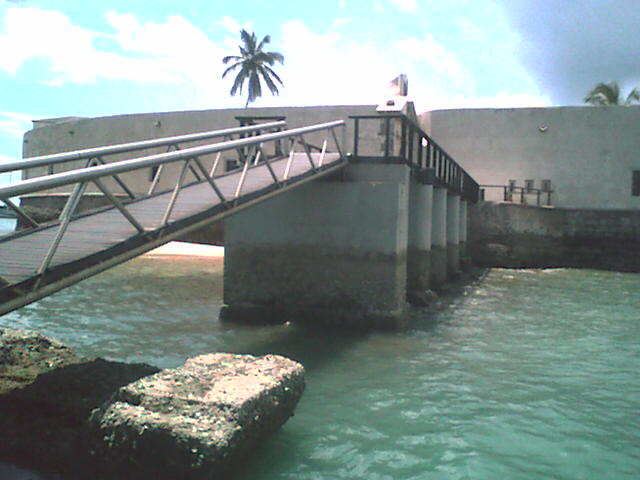
Forte de São Marcelo, Salvador: acesso

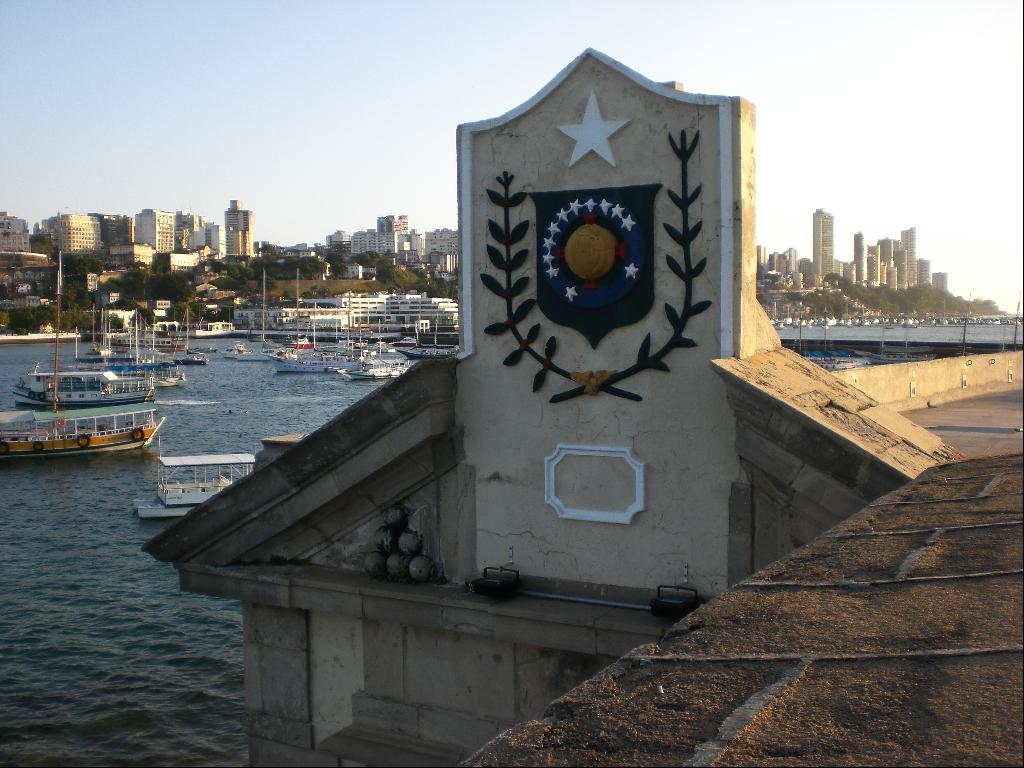
Forte de São Marcelo, Salvador: brasão imperial mutilado pela República sobre o Portão de Armas

Durante o século XIX o forte esteve envolvido na maioria dos conflitos políticos em Salvador:
- Durante a Guerra da independência do Brasil (1822-1823), abandonado pelas tropas portuguesas em retirada, o patriota João das Botas, líder da frota de canoas e de saveiros que bloqueava Salvador, aqui hasteou uma bandeira verde e amarela (2 de julho de 1823);[9]
- Como prisão política, abrigou Cipriano José Barata de Almeida (1762-1838), por suas críticas ao fechamento da Assembleia Constituinte (novembro de 1823), assim como os emissários da Confederação do Equador (1824);
- No contexto da Revolução federalista do Guanais (1832-1833), serviu de prisão em 26 de agosto de 1832 a cerca de oitenta integrantes deste movimento irrompido na vila de Cachoeira desde 19 de fevereiro, sob a liderança do vereador e capitão de milícias, Bernardo Miguel Guanais Mineiro (detido a 23 de fevereiro), que pretendia tornar a Bahia independente do Império, com o fuzilamento do Imperador. No ano seguinte, os detidos no forte se amotinaram, dominando a guarnição e hasteando a bandeira de listas verticais, nas cores azul, branca e azul (26 de abril de 1833). Em seguida, utilizando a artilharia do forte, bombardearam a cidade durante quatro dias, até serem dominados, a 30 de abril.
- Quando da Revolta dos Malês (25 de janeiro de 1835), Gaspar da Silva Cunha ficou ali preso,[10] assim como outros africanos das etnias hauçás e nagôs, de religião islâmica que lideraram a revolta.[11]
- Durante a Guerra dos Farrapos (1835-1845) recolheu o líder farroupilha Bento Gonçalves[11] (1788-1847), que de lá escapou (10 de setembro de 1837) após ter sido vítima de uma tentativa de envenenamento;
- Durante a Sabinada, foi o último reduto dos revoltosos republicanos, ali tendo sido aprisionando em seguida, entre os seus líderes, o cirurgião Francisco Sabino Álvares da Rocha Vieira (1838)[11] e mais outros duzentos e oitenta revoltosos.

A partir de 1855 as dependências do forte foram entregues ao Ministério da Marinha. Nesse período, foi instalado um farol de sinalização, destinado a auxiliar a movimentação de embarcações no porto de Salvador. Este pequeno farol operou por um século, de 1857 a 1957.
O forte não escapou ao olhar crítico do Imperador D. Pedro II (1840-1889), que registrou em seu diário de viagem: "6 de outubro [de 1859] - (...) As iluminações das casas que eu vejo daqui estão bonitas, e principalmente a do Forte do Mar que de dia parece um empadão. Está aí o depósito de pólvora, ameaçando a cidade, (...)". E, em visita, dias mais tarde, complementou:
"29 de outubro - Saí às 6 1/2 e fui ao forte de São Marcelo ou do Mar. Custou a atracar e quando a ressaca é forte não se pode fazê-lo. O forte é circular, com um fosso interno em parte ocupado por diversas plantas e um quintalzinho e que separa a muralha do corpo central, igualmente circular, e coberto por abóbada que ajunta água, numa cisterna. Tem trinta peças e igual número de praças cujo alojamento assim como as outras acomodações são más, por acanhadas e muito pouco arejadas. Encontrei a seguinte inscrição sobre o portão interno: 'Vascus? (não pude ler bem) Fernandes Cesar Menesius totius Brasiliae auspicatissimus Prorex hanc arcem fine coronavit anno octavo ab apprehenso claro et a Christo nato 1728' [Vasco Fernandes César Menezes, muito auspicioso Vice-rei de todo o Brasil, coroou esta cidade no oitavo ano de seu governo e no de 1728 do nascimento de Cristo]".
A função de Depósito de Pólvora se manteve até 1861. No contexto da Questão Christie (1862-1865), sofreu alguns reparos. O Relatório do Estado das Fortalezas da Bahia ao Presidente da Província (3 de agosto de 1863), dá-o como reparado, citando:
"Demora no meio do porto desta Cidade, defronte do Arsenal de Marinha e a 760 braças do Forte da Gamboa, que lhe fica a N. É circular, à barbeta, com o desenvolvimento de 1.212 palmos e monta 30 peças de calibre 32.
Está pronto; mas convém que o terrapleno do lado de terra seja cimentado, completas as guardas das rampas, outras ligeiras reparações e substituição de ferragens do portão e janelas".
Passou, a partir desse ano (1863), a ser utilizado como Quartel da Companhia de Aprendizes Marinheiros, estando artilhado em 1865 com trinta peças de ferro e bronze de diversos calibres.
Voltou a ser subordinado ao Ministério da Guerra em 1880, quando sofreu reparos para acantonar um destacamento de Artilharia . Sobre o portão de entrada, o escudo de armas do Império foi mutilado após a proclamação da República (1889), quando a coroa monárquica foi substituída por uma estrela de cinco pontas. Serviu novamente como prisão até 1900, aí tendo sido detidos à época, militares, autoridades e estudantes relapsos e/ou indisciplinados.

### Do século XX aos nossos dias

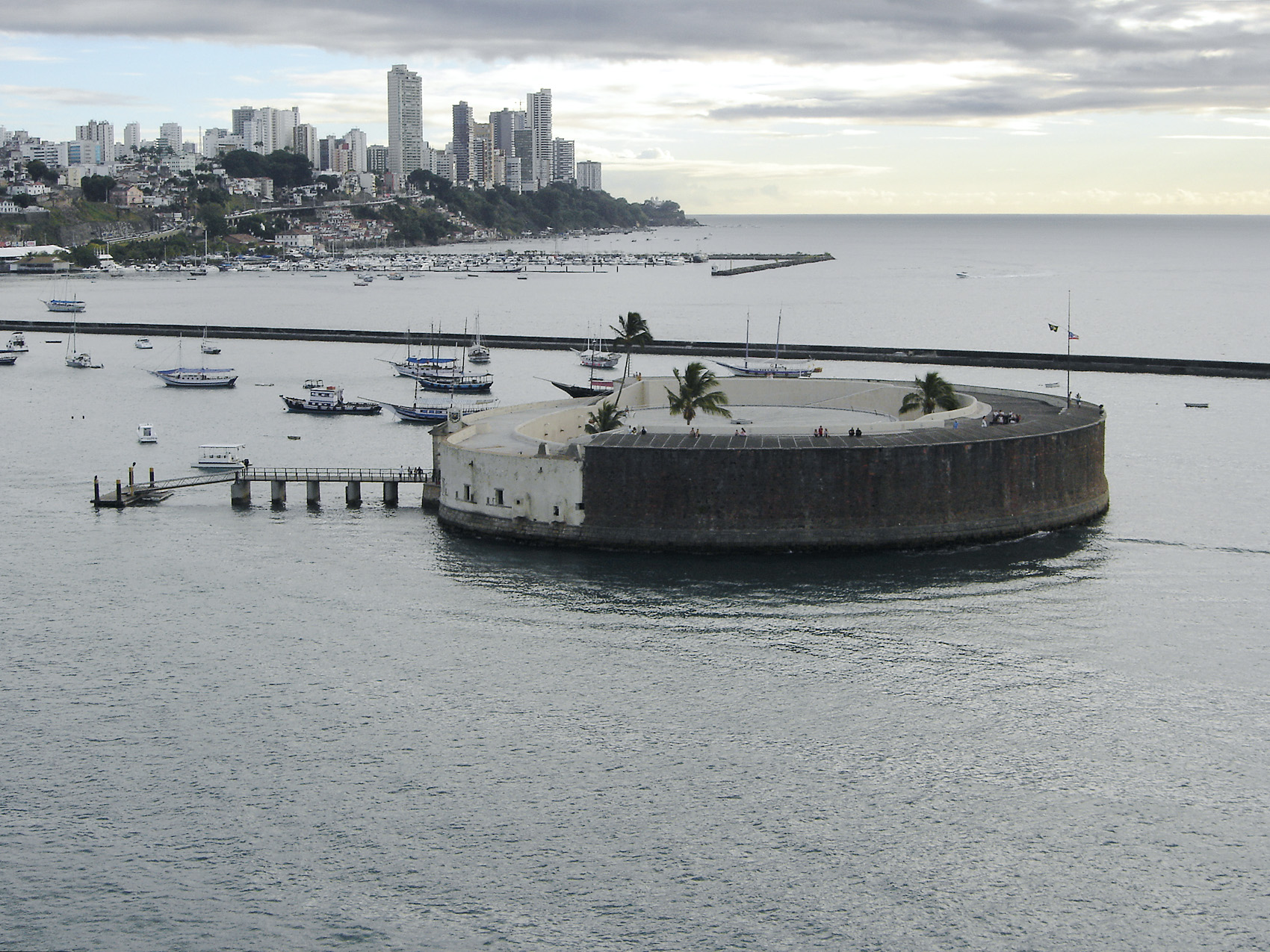
Forte de São Marcelo, Salvador: o forte visto do mar

O forte foi utilizado para bombardear novamente a cidade de Salvador, agora juntamente com o Forte do Barbalho e com o Forte de São Pedro (10 de janeiro de 1912), no contexto da Política das Salvações do Presidente da República, Hermes da Fonseca (1910-1914). Na ocasião foram alvejados o palácio do governador estadual, a Prefeitura Municipal, o Teatro São João e a Biblioteca Pública de Salvador, que se incendiou, com a perda de importantes documentos históricos do Arquivo Público da Bahia.
De 1912 a 1915 esteve artilhado com canhões Krupp 75mm L/28 e de 8 c/c e Withworth, guarnecido por um destacamento do 4.º Batalhão de Posição. Retornou à jurisdição do Ministério da Marinha, que nela alojou uma Companhia de Fuzileiros Navais, sua artilharia salvando nos dias feriados ainda em 1926. À época desse autor (1940) funcionavam nas dependências do forte um pequeno farol e um posto semafórico.
Encontra-se tombado pelo Serviço do Patrimônio Histórico e Artístico Nacional desde 23 de maio de 1938, tendo se procedido a recuperação do cais de atracação (escada externa) em 1942. Entre 1965 e 1967, a Prefeitura Municipal de Salvador, sob orientação do Patrimônio Histórico, procedeu a alguns reparos.
No período de 1978 a 1983 foram procedidos alguns trabalhos de restauração pelo IPHAN, visando a instalação do Museu Arqueológico do Mar, voltado para o modelismo naval e a arqueologia submarina, com acervo do Serviço de Documentação da Marinha e o apoio do 2.º Distrito Naval, o que não se materializou. Por apresentar fissuras nas paredes, suas dependências internas foram novamente restauradas em 1989. Para os aficionados da telecartofilia, sua vista aérea ilustra um cartão telefônico da série Fortes de Salvador, emitida pela Telebahia em junho de 1998.
Em 2000, o cais de atracação foi novamente recuperado, com a instalação de uma plataforma flutuante para comodidade de acesso de visitantes.
Reaberto à visitação pública desde 12 de novembro de 2004, encontrava-se requalificado com atividades culturais, de lazer e de turismo, envolvendo uma parceria público-privada entre o Governo do Estado da Bahia e a Associação Brasileira dos Amigos das Fortificações Militares e Sítios Históricos (ABRAF).
Com o passar dos anos, foi novamente se deteriorando até ser fechado para visitação em 2011. Em 2014, a Prefeitura prevê realizar uma nova intervenção no local visando sua restauração através do Iphan e assim puder receber de volta visitação.

## Características

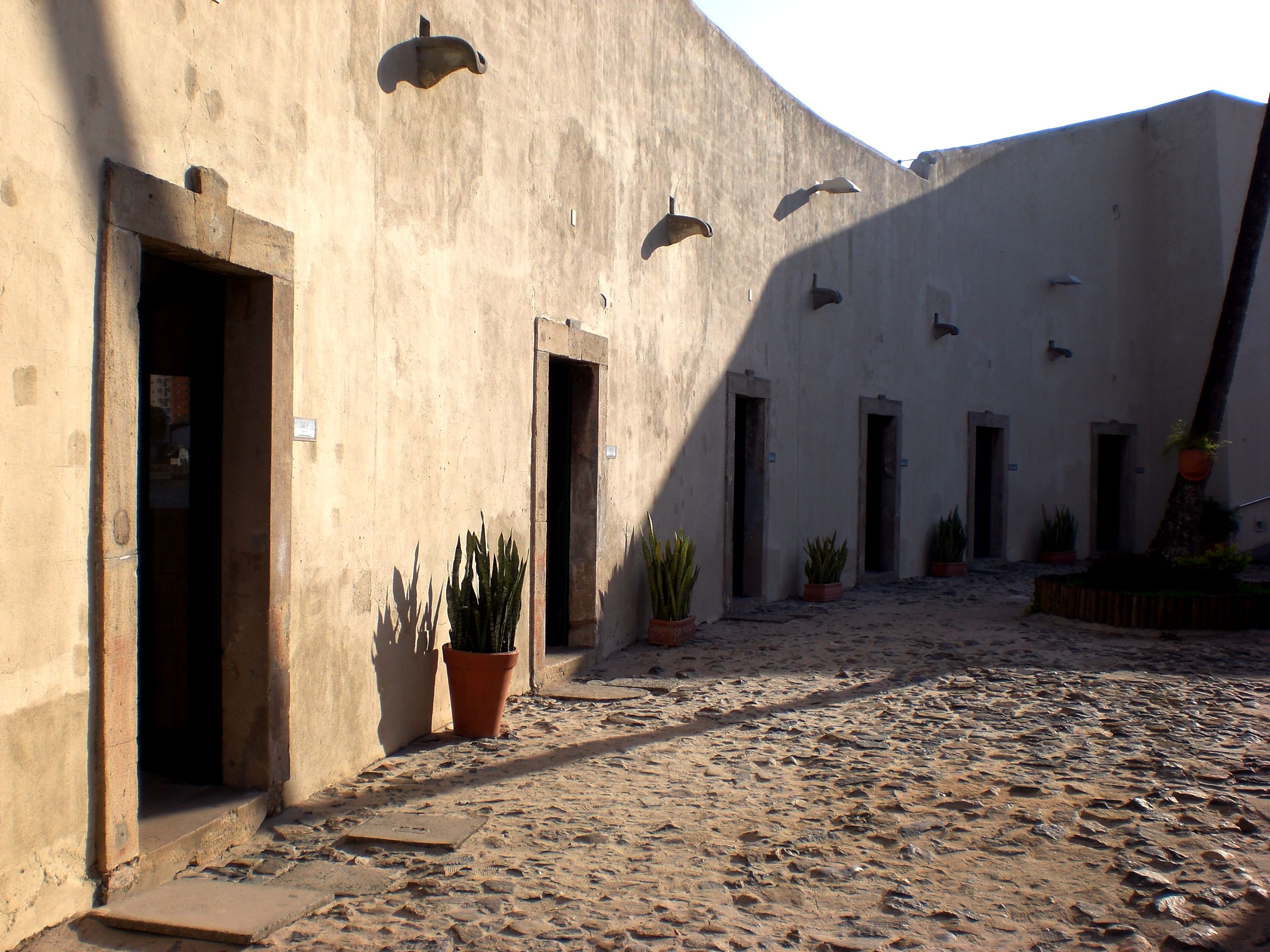
Forte de São Marcelo, Salvador: corredor interno

Com uma área total construída de 2.500 metros quadrados, o seu projeto original, em estilo renascentista, visava melhor resistir às correntes e às marés, permitindo o tiro em qualquer direção na defesa da cidade e porto do Salvador, cruzando fogos com o Fortim de São Fernando (que deu lugar ao prédio da Associação Comercial em 1818) e ao Forte de São Paulo da Gamboa.
A sua estrutura, em cantaria de arenito até a linha d'água e o restante em alvenaria de pedra irregular, é integrada por um torreão central com planta em forma circular com as dimensões de 15 metros de altura por 36 metros de diâmetro (cerca de 145 metros de circunferência), um pátio de 10 metros de largura, que separa a torre de um anel perimetral de planta aproximadamente circular (achatada na direção leste voltada para a cidade) com 15 metros de largura (cerca de 241 metros de circunferência). O piso do anel perimetral tem altura de 15 metros acima do terrapleno (exceto na direção leste voltada para a cidade que é de 12 metros, unidos por duas rampas opostas, a Norte e a Sul). Até 1810 o Forte era formado por um torreão central guarnecido por troneiras e um terrapleno com troneiras que o circundava. Essa disposição o tornava vulnerável, pois a pequena altura do torreão tornava a bateria da praça alta de tiro um alvo fácil das embarcações inimigas. Sob o torreão ficam a cisterna, o calabouço, a capela, o armazém da pólvora e os quartéis que a partir da construção da nova praça alta de tiro sobre o terrapleno perimetral se transformaram em celas. Sobre a nova construção ficam o corpo da guarda, a cozinha e os quartéis da guarda e do comandante. Estas salas, retangulares, têm cobertura em abóbada de berço, e, exceto as situadas à direita do portão de entrada, não tem comunicação entre si, apenas o vão da porta que se abre para o corredor circular separando o anel perimetral do terrapleno central.